# William Batista
Batista, właśc. William Rocha Batista (ur. 27 lipca 1980 w São Paulo) – brazylijski piłkarz grający na pozycji napastnika.

## Kariera piłkarska

### Kariera klubowa
Wychowanek klubu Portuguesa Santista, skąd w 2001 wyjechał do Europy. Najpierw występował w Lewski Sofia, jednak kontuzja i wymuszona operacja przeszkodziła dalszej karierze w tym klubie. Rundę wiosenną rozpoczął w Spartaku Plewen. Potem powrócił do Brazylii, gdzie bronił barw klubu União Barbarense. Sezon 2004/2005 rozpoczął w czeskim SFC Opawa, gdzie został najlepszym strzelcem klubu w rundzie jesiennej. Podczas przerwy zimowej razem z Serhijem Pszenycznych opuścił Opawę i przeszedł do Karpat Lwów. 17 marca 2005 zadebiutował w koszulce Karpat. W sezonie 2006/07 z 10 bramkami został najlepszym strzelcem klubu (o 3 bramki mniej niż król strzelców Mistrzostw). Następnie rozpoczął się spadek formy i w styczniu 2008 został sprzedany do FK Charków. Od 2009 jest wypożyczony do Bakı FK. Latem 2009 po wygaśnięciu kontraktu z charkowskim klubem podpisał nowy 1-roczny kontrakt z Karpatami Lwów. 11 kwietnia 2012 jako wolny agent przeszedł do Obołoni Kijów. Rozegrał jedną grę, po czym opuścił klub.

### Sukcesy i odznaczenia
- wicemistrz Pierwszej Lihi: 2006
- półfinalista Pucharu Ukrainy: 2006
- król strzelców klubu: 2007